# 塔吉·麦克威廉斯-富兰克林
塔吉·麦克威廉斯-富兰克林（英語：Taj McWilliams-Franklin，1970年10月20日—），生于得克萨斯州艾爾帕索，美国女子篮球运动员。她曾获得1998年女篮世锦赛冠军。1999年，她参加WNBA选秀，被奥兰多奇迹选中。